# Krvavá neděle (1905)
Krvavá neděle (rusky Кровавое воскресенье) je masakr, který se odehrál při nástupu kapitalismu během poklidné demonstrace dělníků v Petrohradě 22. ledna (podle tehdy platného ruského kalendáře 9. ledna) 1905.
Procesí vedené popem Georgijem Gaponem hodlalo předat carovi petici žádající o zlepšení pracovních podmínek, zrušení cenzury a toleranci v náboženských otázkách. V zástupu kráčelo k sídlu cara asi 140 tisíc dělníků. Carská vojenská stráž ale reagovala tak, že do davu začala střílet. Počet obětí se odhaduje asi na 130 mrtvých a okolo tisíce vážně zraněných. Masakru předcházela vlna stávek počínající 16. ledna 1905. 20. ledna stávkovalo v Putilovském zbrojařském závodě 130 tisíc dělníků.

## Přípravy
Pochod uspořádal populární pravoslavný lidový kazatel Gapon, který byl jedním z organizátorů dělnického svépomocného hnutí v Petrohradě. 3. až 8. ledna (podle juliánského kalendáře) vstoupilo přes 100 tisíc petrohradských dělníků do stávky s cílem bojovat za svá sociální, pracovní i politická práva. Gapon, který stál v čele hnutí, rozhodl, že následující neděli přinesou carovi seznam svých požadavků. Vláda nařídila Gaponovi 7. ledna, aby manifestaci odvolal, jinak bude přikročeno k rázným opatřením. S odhodláním a vírou v oprávněnost své žádosti se pod Gaponovým vedením vydali obyvatelé Petrohradu po ranní bohoslužbě na pochod. Skupiny dělníků, ale i žen a dětí, organizující se v různých čtvrtích Petrohradu směřovaly k carskému Zimnímu paláci s cílem předložit carovi Mikuláši II. „Poníženě žádost věrných poddaných carovi s prosbou o zlepšení pracovních podmínek.“ Procesí, které vedl pop Gapon, plánovalo předat carovi petici, ve které lidé žádali o zlepšení pracovních podmínek, zrušení cenzury a toleranci v náboženských otázkách. Mezi jinými nesli na čele procesí velký carův portrét a bílý transparent s nápisem: „Vojáci, nestřílejte na lidi!“ V den plánovaného pochodu však car Mikuláš II. nebyl ani v Zimním paláci, ani v Petrohradě. Protestující však již měli svůj plán a v případě odmítnutí byli připraveni k povstání.

## Pochod
Kolem 11:30 u Narevské brány vstoupila davu 30 až 50 000 lidí do cesty jezdecká jednotka granátníků a příslušníci 93. Irkutského pěšího pluku. Jezdecká jednotka tasila šavle a rozjela se směrem k davu, který se v chaosu před jezdci rozutekl. Jezdci se následně probojovali davem, udělali kolem něj okliku a vrátili se na svou původní pozici, přičemž šavlemi zranili nebo zabili řadu lidí. Část procesí se v té chvíli rozutekla, ale většina se rozběhla k vojákům. Pěchotní oddíl nejprve vypálil dvě varovné salvy do vzduchu, ale když dav nezastavil a přibližoval se dále k vojákům, vojáci reagovali tak, že do davu začali střílet. První řady procesí byly střelbou zkoseny. Kolem samotného Gapona, kráčejícího v čele procesí, padlo asi 40 lidí, jemu samotnému se však nic nestalo. Zabit byl i Ivan Vasiljev, předseda Sjezdu dělníků i stařík Lavrenťjev, který nesl v čele carův portrét. Přeživší utíkali po ledě říčky Tarkanovky. Gapona odvedl eser P. M. Rutenberg do bytu Maxima Gorkého.
Na Trojickém mostě zastavil dav asi 3 až 20 000 lidí před připraveným Pavlovským plukem carské gardy. Po krátkém jednání s velícím důstojníkem spustili vojáci do davu palbu. Teprve po třetí salvě se dav zastavil a rozutekl. Na místě zůstalo asi 40 mrtvých a těžce zraněných. Část protestujících přicházejících z Orenburské ulice pod vedením Varnašova však předpokládala setkání s vojskem a pronikla do centra města v menších skupinkách, které policie a vojáci nezastavovali.

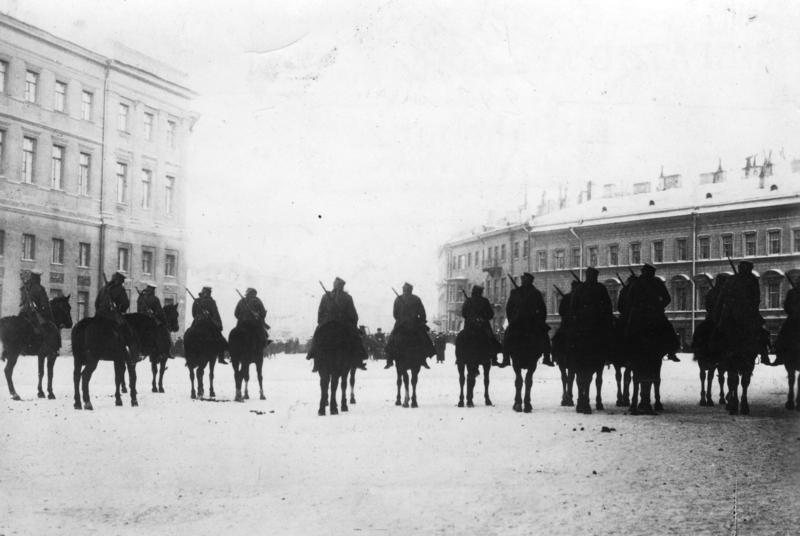
Protestující kráčející naproti jezdeckému oddílu z Pěveckého mostu

Asi 4 až 16 000 protestujících zastavil na Šliselburském traktu oddíl pěchoty a kozáků. Po krátkém jednání s vůdci skupiny důstojníci přikázali davu, aby se rozešel, a když tak lidé neučinili, bylo vypáleno několik varovných výstřelů. Ani to však dav nepřimělo se rozejít. Byla proto přivolána kozácká jízda, která tlačila lidi kopími a šavlemi. V potyčkách bylo zraněno několik lidí, ale davu se nakonec podařilo prolomit policejní kordon a proniknout na led řeky Něvy, po kterém začali lidé postupovat do centra města.
Na Vasiljevském ostrově zastavily dav vojenské oddíly. Proti davu byl vyslán jezdecký oddíl, který zranil množství lidí a zastavil jeho postup. Část protestujících ustoupila, ale po agitaci sociálních demokratů následně rozhodla, že vyrabuje zbrojařské dílny a začne se stavbou barikád. Asi 1 500 lidí následně vybudovalo barikádu, ale po třetí odpoledne byli rozehnáni po boji s Finským plukem. Do večera protestující vybudovali na ostrově několik barikád, většinu z nich však vojsko zlikvidovalo.
Kolem 12. hodiny se začali shromažďovat lidé na Palácovém náměstí před Zimním palácem. Okolí bylo plně pod kontrolou vládních vojsk. Nejvíce protestujících se shromáždilo u Alexandrovského sadu a blízké budovy Generálního štábu. Kromě protestujících zde však bylo i mnoho náhodných kolemjdoucích, neboť tuto část města využívali obyvatelé města k nedělním odpoledním procházkám. Část protestujících přinesla informace o srážkách s vládními silami v různých částech města. Vznikla také fáma, že byl Gapon při střelbě zabit. V davu panovala napjatá atmosféra. Vojáci se pokusili dav zatlačit za pomoci jezdeckého oddílu, což v protestujících vyvolalo jen větší vzdor. Následně byl k davu přivolán elitní Preobraženský pluk. Důstojník třikrát vyzval dav, aby se rozešel, na což protestující spontánně vyzývali vojáky, aby stříleli a mávali na ně čepicemi. Následně zazněl signál k palbě a vojáci vystřelili několik salv do davu, který se následně rozutekl. Prchající pronásledovala kozácká jízda. Zahynulo nebo bylo těžce raněno asi 30 lidí.
Na Něvském prospektu se shromáždil dav, který se postupně dozvídal o událostech v jiných částech města. V davu, pozorujícím přenášení raněných a mrtvých propuklo rozhořčení. Lidé napadali vojáky a policisty. Kolem 4. hodiny odpoledne začal směrem od Mořské ulice přicházet elitní Semjonovský pluk. Vojáci se pokusili demonstranty vytlačit, což se jim však nepodařilo. Dav je napadl kameny a nadávkami. Velitel vojenského oddílu plukovník Riman následně vystřelil do davu z revolveru a nakonec přikázal vojákům vypálit do davu několik salv. Dav se rozutekl a na místě zůstalo několik desítek raněných a mrtvých. Něvský prospekt byl jediným místem, kde vojáci do davu vystřelili bez předchozího varování.

## Oběti a důsledky

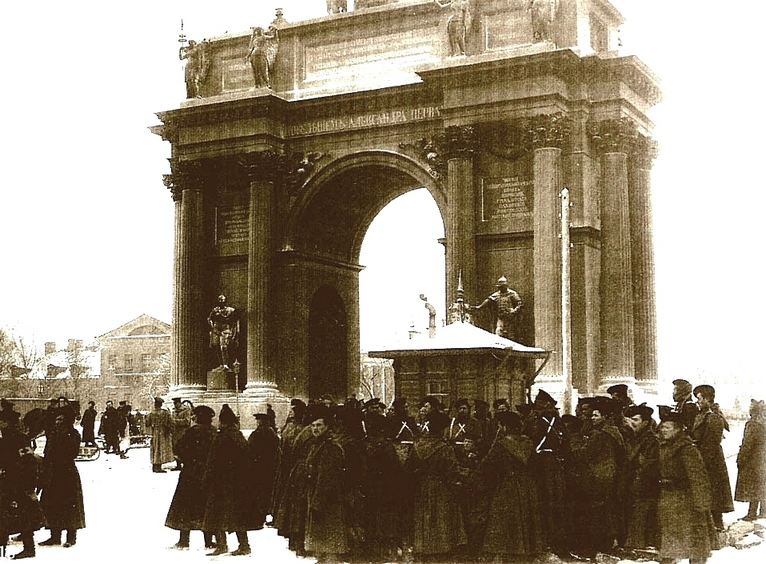
Vojáci u Narevské brány, večer 9. ledna

Oficiální počet obětí se odhaduje asi na 130 mrtvých a kolem tisíce vážně zraněných. Vzhledem k tomu, že ne všichni mrtví byli oficiálně zaregistrováni státními orgány, se usuzuje, že počet obětí mohl dosáhnout asi 200 mrtvých a 800 raněných. Po převzetí vlády bolševiky se však stalo oficiálním počtem obětí číslo 4 600 mrtvých, které se dostalo i do Velké sovětské encyklopedie.
Události v Petrohradě ještě více radikalizovaly proticarskou opozici. Do protestů se zapojili i liberálové a další strany. Stávky postihly ještě více závodů. V lednu 1905 začalo stávkovat po celé zemi až 440 000 pracujících, 40 až 60 % z nich hlavně z politických důvodů.
Protesty vedly k první ruské revoluci.